# Thomas Chandler Haliburton
Thomas Chandler Haliburton (17 de dezembro de 1796 - 27 de agosto de 1865), escritor canadense.

## Vida
Em 17 de dezembro de 1796, Thomas Chandler Haliburton nasceu em Windsor, Nova Escócia, filho de William Hersey Otis Haliburton, advogado, juiz e figura política, e Lucy Chandler Grant. Sua mãe morreu quando ele era uma criança pequena. Quando Thomas tinha sete anos, seu pai casou com Susanna Davis, filha de Michael Francklin, que tinha sido vice-governador da Nova Escócia. Ele frequentou a University of King's College em Windsor. Mais tarde, ele se tornou advogado e abriu um consultório em Annapolis Royal, a antiga capital da colônia.
Haliburton alcançou distinção como empresário local e como juiz, mas sua maior fama veio de seus escritos publicados. Ele escreveu vários livros sobre história, política e melhorias agrícolas. Ele alcançou fama internacional pela primeira vez com sua série Clockmaker, que apareceu pela primeira vez no Novascotian e mais tarde foi publicada como um livro em todo o Império Britânico, como uma leitura leve popular. A obra narra as aventuras humorísticas do personagem principal, Sam Slick.
Em 1816, Haliburton casou-se com Lousia Nevill, filha do Capitão Laurence Neville, dos Light Dragoons.
Entre 1826 e 1829, Haliburton representou o condado de Annapolis na Assembleia da Nova Escócia.
Thomas Chandler Haliburton residiu na Inglaterra desde 1837, onde foi hospedado e recebido em Londres por seus primos.
Em 1856, Thomas Chandler Haliburton aposentou-se da advocacia e mudou-se para a Inglaterra. No mesmo ano, ele se casou com Sarah Harriet Owen Williams. Em 1859, Haliburton foi eleito membro do Parlamento por Launceston, Cornualha, como membro da minoria conservadora. Ele não se candidatou à reeleição em 1865.
Ele continuou escrevendo até sua morte em 27 de agosto de 1865 em sua casa em Isleworth, perto de Londres.

## Legado
Haliburton estava ansioso para promover a imigração para as colônias da América do Norte britânica. Uma de suas primeiras obras escritas foi o guia de um emigrante para a Nova Escócia, publicado em 1823, A General Description of Nova Scotia; Illustrated by a New and Correct Map.

## Obras
- A General Description of Nova Scotia - 1823
- An Historical and Statistical Account of Nova Scotia - 1829
- The Clockmaker - 1836
- The Clockmaker, 2nd Series - 1838
- The Bubbles of Canada - 1839
- A Reply to the Report of the Earl of Durham - 1839
- The Letter-Bag of the Great Western - 1840
- The Clockmaker, 3rd Series - 1840
- The Attaché; or Sam Slick in England - 1843
- The Attaché; or Sam Slick in England, 2nd Series - 1844
- The Old Judge, Or Life in a Colony - 1849
- The English in America - 1851
- Rule and Misrule in English America - 1851 vol 1 vol 2
- Sam Slick's Wise Saws and Modern Instances - 1853
- The Americans at Home; or, Byways, Backwoods, and Prairies - 1855
- Nature and Human Nature - 1855
- The Season-Ticket* - 1860